# بنجامین هاوکینز
بنجامین هاوکینز (به انگلیسی: Benjamin Hawkins) سناتور سابق عضو حزب دموکرات-جمهوری‌خواه بود. وی در سال ۱۷۸۹ تا ۱۷۹۱ و ۱۷۹۱ تا ۱۷۹۵ میلادی سناتور ایالت کارولینای شمالی در سنای ایالات متحده آمریکا بود.